# David Brown (bassista)
David Brown (New York, 15 febbraio 1947 – Los Angeles, 4 settembre 2000) è stato un bassista statunitense, il secondo della Santana Blues Band dal 1967 al 1971, poi di nuovo dal 1973 al 1976.
Ha partecipato all'album di debutto di Boz Scaggs, Moments, del 1971, per il quale è stato anche autore di tutte le canzoni più tristi dell'album e dei due album successivi, Scaggs Boz & Band del 1971 e My Time del 1972. Si è esibito al festival di Woodstock del 1969 insieme alla band di Carlos Santana ed ha suonato in alcuni album della band. È morto nel 2000 a causa di problemi al fegato e di insufficienza renale.